# 驚險大挑戰加拿大版2
《极速前进加拿大版2》（英語：The Amazing Race Canada2）是加拿大第二季以美國真人秀節目《极速前进》為藍本的加拿大版本。本季会有11支两人队伍为争夺25万加元，加拿大航空提供的商务舱环球机票，每人一辆雪弗兰Silverado皮卡，加拿大石油润滑剂公司提供的终身免费加油进行的比赛，节目还是由加拿大運動員莊拿芬·蒙哥馬利主持。
本季于2014年7月8日在貝爾傳媒旗下的CTV電視網首播。

## 比賽結果
| 隊伍              | 關係         | 分段比賽成績 | 分段比賽成績 | 分段比賽成績 | 分段比賽成績 | 分段比賽成績 | 分段比賽成績 | 分段比賽成績 | 分段比賽成績 | 分段比賽成績 | 分段比賽成績 | 分段比賽成績 | 分段比賽成績 | 路障完成情况         |
| 隊伍              | 關係         | 1            | 2            | ⊂3⊃9         | 4            | 5            | 6            | 7            | 8            | 9            | 10           | 11           | 12           | 路障完成情况         |
| ----------------- | ------------ | ------------ | ------------ | ------------ | ------------ | ------------ | ------------ | ------------ | ------------ | ------------ | ------------ | ------------ | ------------ | -------------------- |
| Mickey & Pete     | 好友         | 7th          | 3rd          | 5th          | 6th          | 6th          | 3rd          | 3rd          | 3rd          | 2nd          | 3rd          | 2nd          | 1st          | Mickey 7，Pete 7     |
| Natalie & Meaghan | 冰球队友     | 1st          | 1st          | 1stε5        | 1st          | 3rd          | 5th          | 1st          | 1st          | 3rd          | 2nd          | 1st          | 2nd          | Natalie 7，Meaghan 7 |
| Ryan & Rob        | 酒保同事     | 9th          | 7th          | 4th          | 2nd          | 2nd          | 6th          | 6th          | 5th⋐         | 5th          | 4th          | 3rd          | 3rd          | Ryan 7, Rob 7        |
| Sukhi & Jinder    | 姐弟         | 6th          | 6th          | 8th          | 8th          | 4th          | 4th          | 4th          | 2nd⋑         | 1stƒ         | 1st          | 4th8         |              | Sukhi 6, Jinder 6    |
| Alain & Audrey    | 情侣 → 订婚7 | 2nd          | 2nd          | 6th          | 7th          | 1st          | 2ndƒ         | 5th          | 4th⊂         | 4th          | 5th          |              |              | Alain 6，Audrey 5    |
| Pierre & Michel   | 孪生兄弟     | 8th          | 5th          | 3rd          | 5th          | 5th          | 1stə6        | 2nd          | 6th⊃         |              |              |              |              | Pierre 4, Michel 56  |
| Rex & Bob         | 订婚情侣     | 3rd          | 9th3         | 7th          | 3rd          | 7th          | 7th          |              |              |              |              |              |              | Rex 3, Bob 4         |
| Cormac & Nicole   | 母子         | 4th          | 4th          | 2nd          | 4th          | 8th          |              |              |              |              |              |              |              | Cormac 3, Nicole 3   |
| Laura & Jackie    | 已婚         | 5th          | 8th          | 9th          |              |              |              |              |              |              |              |              |              | Laura 2, Jackie 2    |
| Jen & Shawn       | 已婚         | 10th         | 10th4        |              |              |              |              |              |              |              |              |              |              | Jen 1, Shawn 1       |
| Shahla & Nabeela  | 好友         | 11th2        |              |              |              |              |              |              |              |              |              |              |              | Shahla 1, Nabeela 1  |

1. ^  第一分段沒有繞道，但有兩個路障。一名隊員完成第一個路障後，另一名隊員需完成第二個路障。
2. ^  Shahla & Nabeela由于未能完成模拟船舱任务，所以他们被迫接受罚时。而当他们到达中继站已经是最后一名，所以该罚时免去直接淘汰。
3. ^  Rex & Bob原本是第六支到达的队伍，但由于放弃冲浪任务罚时2小时再加上放弃路障任务罚时4小时，所与他们被罚时6小时。但由于Jen & Shawn退出比赛才得以晋级。
4. ^  由于Shawn在进行冲浪任务时手臂脱臼，无奈他与Jen退出比赛。
5. ^  Natalie & Meaghan运用直通卡略过了该赛段的绕道任务。
6. ^ Pierre & Michel获得了Natalie & Meaghan给的第二张迅速通关卡，虽然在路障任务里用掉了，但由于路障是由Michel来做，所以该路障计算在内。
7. ^ 在第八赛段中继站Alain 向 Audrey求婚，所以它们的关系由“情侣”变为“订婚”。
8. ^ Sukhi & Jinder在该赛段中刻意闯了红灯，因而受到了15分钟的罚时。
9. ^ 第三赛段原本有双回转，但由于被回转的对象都都已到达过回转点，致使该回转无效所以未播出。

- 紅：該隊已被淘汰。
- 綠ƒ：該隊贏得「通行證」（Fast Forward）；而附有ƒ的賽程號碼表示雖然該賽段有通行證但並無隊伍選擇使用。
- 紫ε：該隊於賽段中使用「迅速通關卡」（Express Pass）。洋紅ə：該隊於賽段中使用，獲另一隊給予的第二張「迅速通關卡」。
- 下線藍：該隊最後抵達非淘汰提示站，他們須在下賽段接受「減速障礙」（Speed Bump）任務。
- 棕⊃或青⋑：該隊為兩隊中，使用「雙重迴轉」（Double U-turn）之其中一隊隊伍；⊂或⋐是被指定迴轉的队伍。⊂ ⊃表示该赛段虽有回转但无人使用。

## 旅程
→   →   香港 →  澳門 →  育空地區 →  曼尼托巴省 →  法國 →  魁北克省 →  愛德華王子島省 →   →  安大略省

## 每集标题语录
1."What's It Take to Get a Cup of Tea?" – Bob
2."There's a Fish in My Pants" – Sukhi
3."Snakes and Liars" –Producer - Named
4."They're Harshing Our Mellow" –Mickey
5."Who Designs These Torture Tests?" – Rex
6."She's the Pierogi Poobah" – Bob
7."Lest We Forget" –Non-Racer
8."I Said Yes!" – Audrey
9."How Are We Going to Explain This to Mom and Dad?" – Jinder
10"Hot Poop" – Rob
11"Put the Fun Back in  Fundy " – Pete
12"Who's Da Bomb ?" – Non-Racer （Roadblock clue paper at the Diefenbunker） 

## 奖项
第一段-两张迅速通关卡和两张前往南美的机票,还有2000加元奖金。
第二段-两张前往香港的机票和2000加元奖金。
第三段-两张前往中国的机票和2000加元奖金。
第四段-两张前往东京的机票和3000加元奖金。
第五段-两张前往任何热带地区的机票和3000加元奖金。
第六段-洛斯卡沃斯全包游和3000加元奖金。
第七段-两张前往欧洲任何国家的机票和3000加元奖金。
第八段-两张前往欧洲任何国家的机票和3000加元奖金。
第九段-两张前往米兰的机票和3000加元奖金。
第十段-两张前往加拿大任何地點的机票和5000加元奖金。
第十一段-两张前往美國任何地點的机票和5000加元奖金。

## 赛段摘要

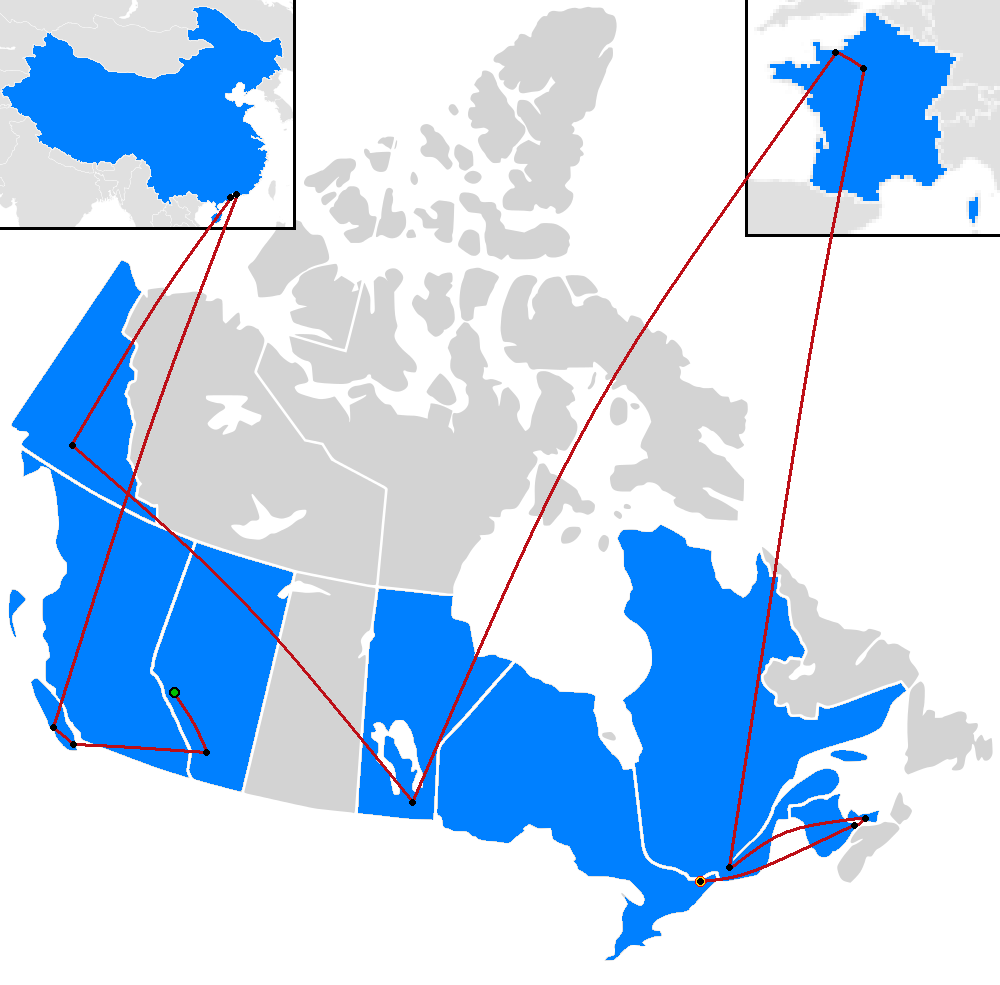
极速前进加拿大版第二季路线图

### 第一段（艾伯塔省 → 不列颠哥伦比亚省）

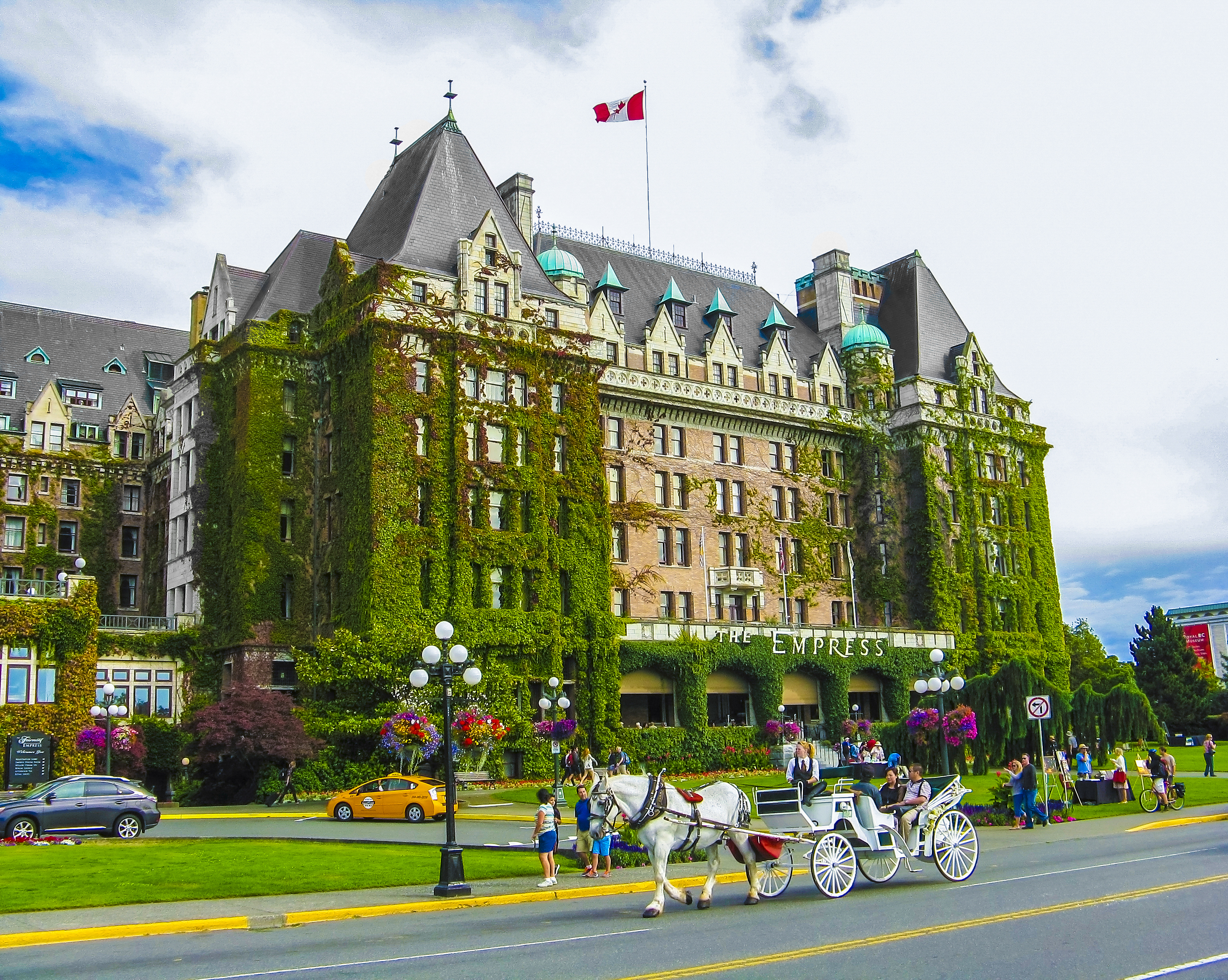
在第二个路障，要求队员要在皇后酒店变身服务员向一桌顾客介绍下午茶的茶点。

- 加拿大，艾伯塔省，賈斯珀國家公園（阿萨巴斯卡冰川）（起点线）
- 卡尔加里（加拿大奥林匹克公园）
- 卡尔加里（卡尔加里国际机场） 到 不列颠哥伦比亚省，維多利亞（维多利亚国际机场）
- 悉尼（Viscount Aero Center）
- 維多利亞（皇后酒店）
- 科尔伍德（Canadian Forces Base Esquimalt）
- 科尔伍德（费斯嘉灯塔）

在本次比赛的第一个路障要求一名队员要和教练一起从3700米的高空跳伞到达指定的海滩，当两名队员汇合后就能获得下一条线索。第二个路障要求另一名队员变身服务员按照指定要求向一桌顾客介绍下午茶的茶点，一旦获得满意后就能获得下一条线索。
附加任务
- 在加拿大奥林匹克公园，每名队员要到跳台顶端通过溜索到达终点就能获得下一条线索。

- 在Viscount Aero Center，队伍要寻找到Fleet Model 10D双翼机就能获得路障线索。

- 在皇后酒店，队伍要找到一棵野草莓树就能获得下一条线索。

- 完成第二个路障后，队伍要搭船前往Canadian Forces Base Esquimalt。在那里队伍要在模拟船舱里用所提供的工具堵住船舱里的漏洞就能获得下一条线索。

未播出任务：在Canadian Forces Base Esquimalt，队伍要和消防员一起扑灭直升机大火。

### 第二段（不列颠哥伦比亚省）

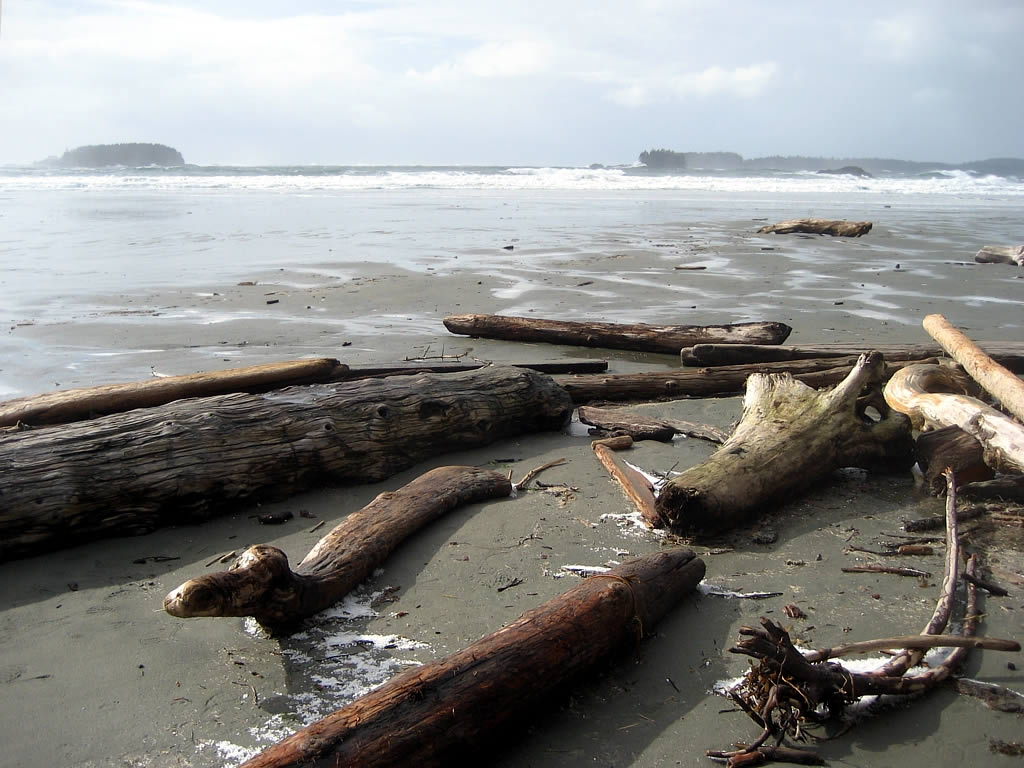
本次路障要求一名队员要用所提供的材料制作一把沙滩椅。

- 維多利亞（维多利亚国际机场） 到 托菲诺（托菲诺长滩机场）
- 托菲诺（Wickaninnish海滩）
- 托菲诺（北切斯特曼海滩-冲浪小屋）
- 托菲诺（Olsen Road – 巨蟹码头）

本次比赛的第一个绕道要求队伍选择“眼疾”（Sharp Eyes）或“手快”（Sharp Knives），两项任务要求队伍要前往尤克卢利特渔港。在“手快”任务里，队伍要穿上工作服并切14公斤合格的生鱼排，一旦总重量达到标准后就能获得下一条线索。在“眼疾”任务里，队伍要穿上工作服在一箱岩鱼里找出五种不同种类的鱼并分类，一旦所有鱼都正确分类好后就能获得下一条线索。本次路障要求队伍要前往南切斯特曼海滩，然后一名队员要根据示例用浮木，渔网和绳子制作一把传统的沙滩椅，一旦他们做好的椅子得到满意就能获得下一条线索。
附加任务
- 在北切斯特曼海滩，队伍要穿上冲浪服并分别骑车前往海滩。然后一名队员要在冲浪板上坚持三秒，而另一名队员要用防水照相机摄下来，然后将拍好的视频给指导员看从而换取下一条线索。

### 第三段（不列颠哥伦比亚省 → 香港）

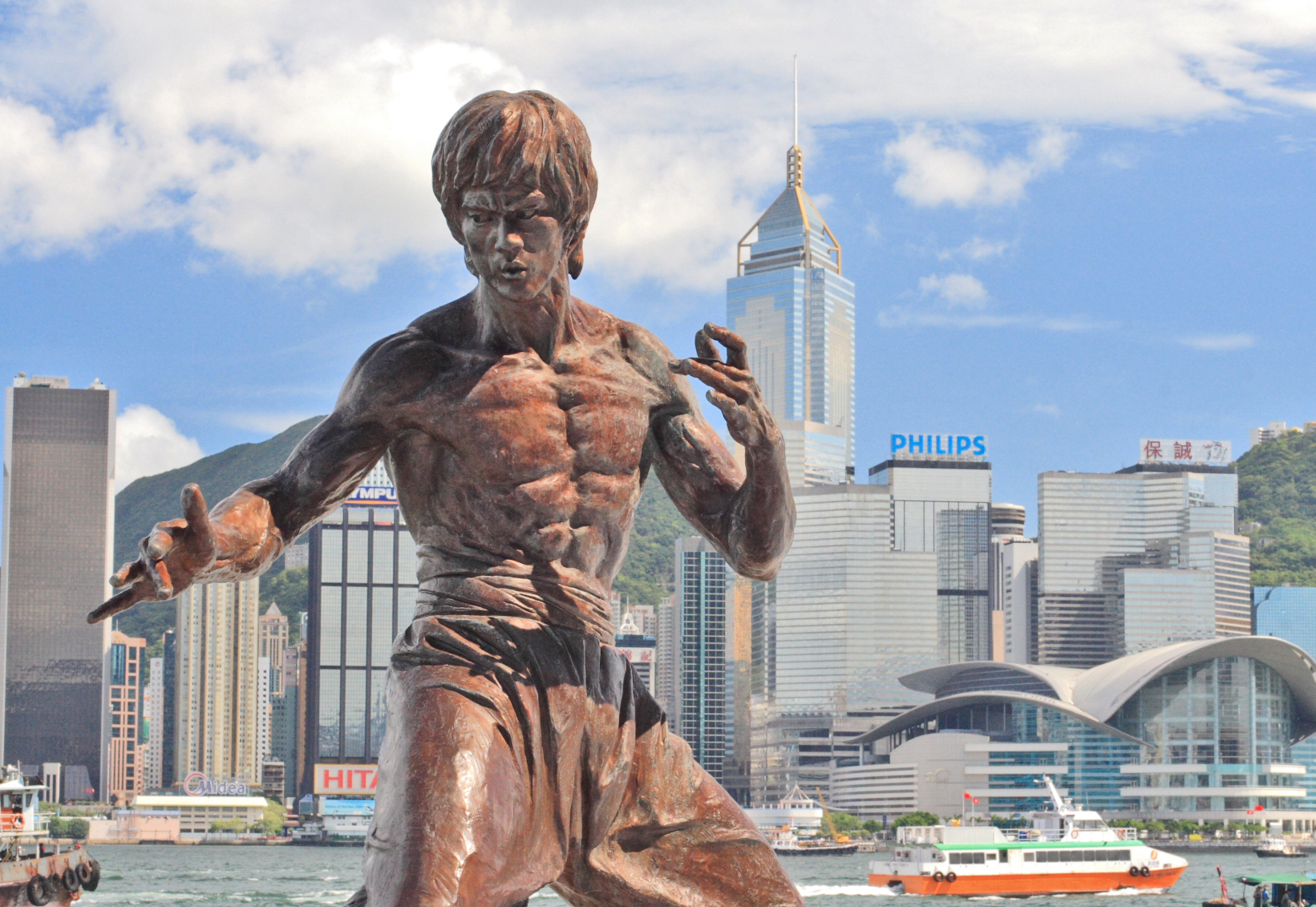
在香港，队伍要前往星光大道找到李小龙雕像。

- 纳奈莫 到 特瓦森（卑诗渡轮码头）（未播出）
- 海岛（温哥华国际机场）到 中国，香港（香港国际机场）
- 昂坪（天坛大佛）
- 湾仔（蟠龍匯瑞雕像）
- 湾仔（舊灣仔游泳池平台 或 Bo Innovation （页面存档备份，存于） 及 灣仔街市）
- 灣仔（堅拿道天橋）（未播出）[1]
- 上环（蛇王林餐厅）
- 尖沙咀（星光大道-李小龙雕塑）
- 九龙（九龙寨城公园）

本次比赛绕道要求队伍选择功夫大师（Kung Fu Master）或厨艺大师（Master Chef）。在功夫大师，队伍要穿上上武术服装，然后学习并表演一套功夫动作，一旦获得功夫大师的肯定后就能获得下一条线索。在厨艺大师队伍要前往一家餐馆，在那里主厨会给队伍一份需要食材购买清单，之后队伍要前往附近的市集购买相应的食材并带回来。一旦购买的食材全部正确就能获得下一条线索。路障则要求一名队员要先喝一碗蛇胆汁，然后再吃一碗蛇羹。全部吃完后就能获得下一条线索。
附加任务
- 到达香港后，队伍要前往东涌站搭乘缆车到昂坪，到天坛大佛登记三批祈福名单。到第二天祈福完毕后，队伍要爬上268级台阶前往大佛那里寻找下一条线索。
- 在星光大道李小龙雕塑那里，队伍要在导演的要求下表演李小龙的经典动作，得到导演的满意后就能获得下一条线索。

### 第四段（香港 → 澳门）
- 九龍（砵蘭街）（赛段起点）

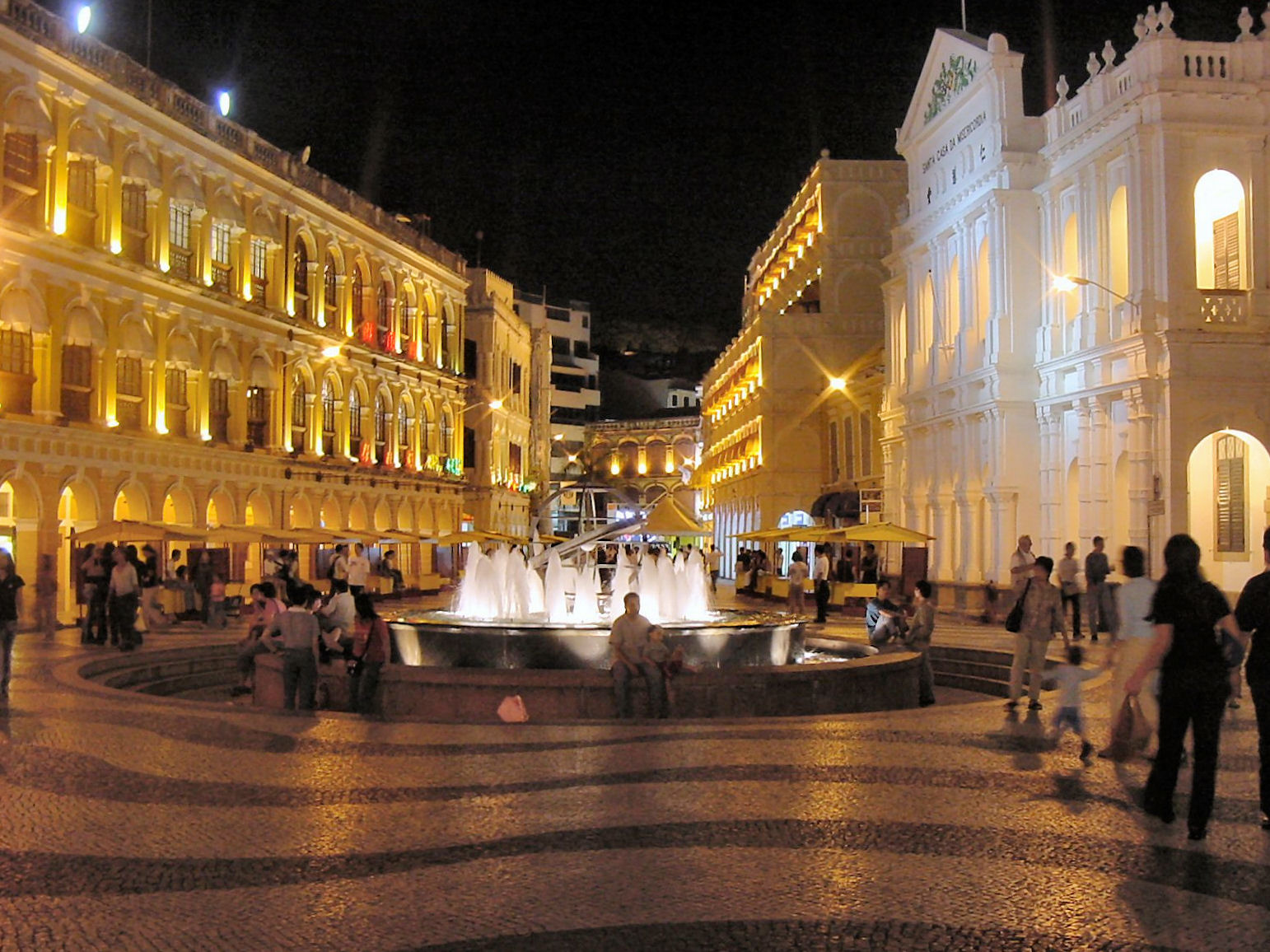
在其中一个绕道，队伍要前往議事亭前地与当地人共舞。

- 上环（港澳客轮码头）到 中国，澳门（外港客运码头）
- 澳门（妈祖阁）
- 澳门（澳门旅游塔）
- 澳门（福隆新街--鳳城餅家）
- 澳门（金丽华酒店）
- 澳门（亚马喇前地）

本次路障要求一名队员要从233米的蹦极台上一跃而下，当回到地面后就能获得下一条线索。本次绕道要求队伍选择“舞蹈”（Stomp It）或“盖章”（Stamp It）。在盖章，队伍要前往大三巴牌坊获得一张纸，然后找到分散在附近街道里的六个盖章处并在纸上盖章。一旦盖满六个章后，队伍要回到大三巴牌坊，用盖好章的纸换取下一条线索。在舞蹈，队伍要前往議事亭前地，穿上传统服装与当地人共舞，一旦得到领舞的满意就能获得下一条线索。
附加任务
- 在妈祖阁，队伍要从僧侣那里获得一串鞭炮并点燃它，一旦鞭炮放完后就能获得下一条线索。
- 在金丽华酒店，队伍要成为发牌员陪赌客玩番摊，一旦所有步骤都操作正确就能获得下一条线索。

### 第五段（澳门 → 育空地区）
- 澳门（观音莲花苑）（赛段起点）

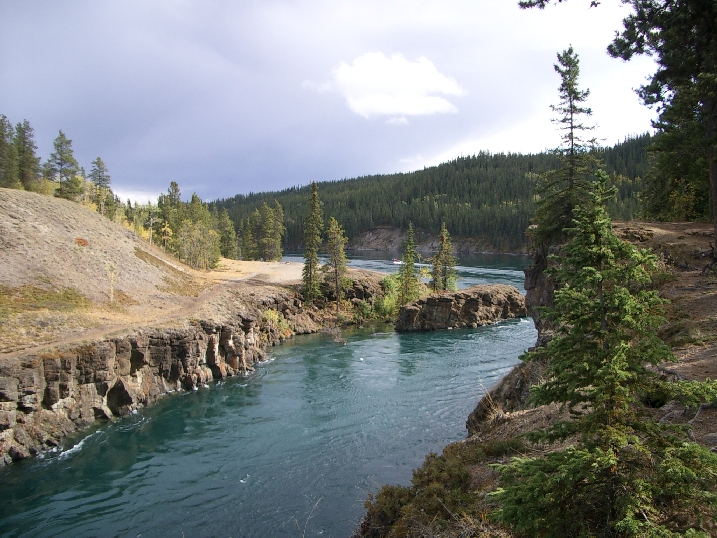
队伍要划着船沿着育空河前往位于Miles Canyon的中继站。

- 澳门（外港客运码头）到 香港（港澳客运码头）（未播出）
- 香港（香港国际机场）到 加拿大，育空地区白马市（埃里克·尼尔森白马国际机场）
- 白马市（Sky High Wilderness Ranch）[AT1]
- 白马市（Grey Mountain – Biathlon Yukon course）
- 育空河（Miles Canyon）

本次绕道要求队伍要选择“露营”（Make Your Bed）或“雪橇”（Ride a Sled）。在露营，队伍要背上两个笨重的背包前往丛林深处，根据所给的示例搭建立露营区并将冰块融化从而取出一把钥匙从而打开装满生活必需品的箱子。一旦露营地得到专家的认可队伍就可获得下一条线索。在雪橇，队伍要先选择三条雪橇犬并跑向附近已经结冰的湖面，然后找到三条属于它们的狗链并指挥它们沿着指令路线各绕三圈。完成后就可获得下一条线索。本次路障要求一名队员要骑着宽胎自行车在丛林里骑行一圈，然后到靶场射中五个目标。如果错失了一靶要再骑行一圈才能获得子弹。一旦全部射中就可获得下一条线索。
附加任务
- 驾车到达Sky High Wilderness Ranch队伍要强制休息一晚。到第二天铃响后，队伍要前往帐篷里领取早餐和下一条线索。
- 完成路障后，队伍要划着船沿着育空河前往位于Miles Canyon的中继站。

### 第六段（育空地区 → 马尼托巴省）

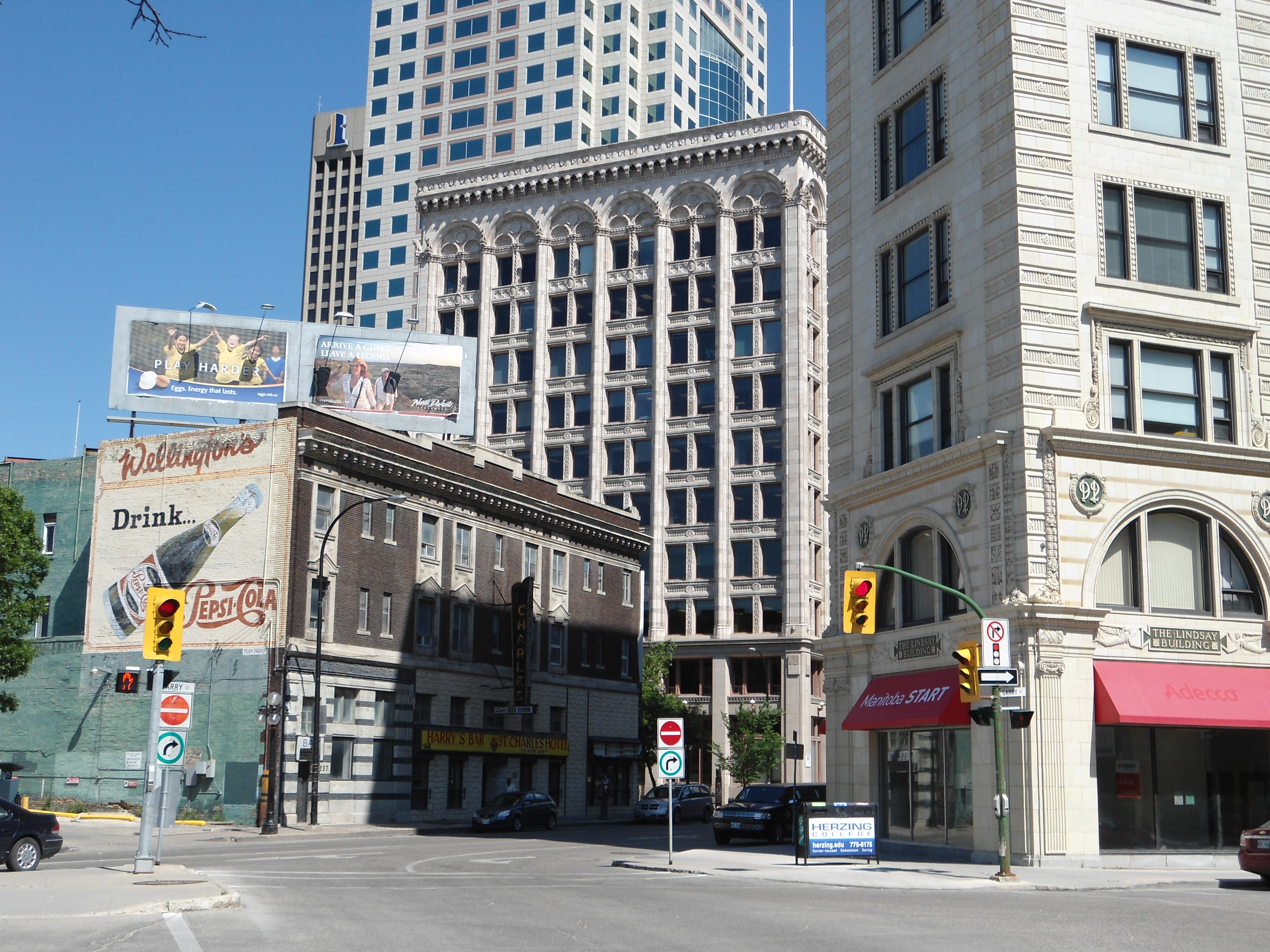
本次通行证要求求队伍要在街道上找到古老的广告牌并填写在空格里（如同左边的建筑）

- 白马市（埃里克·尼尔森白马国际机场）到 马尼托巴省,温尼伯（温尼伯詹姆斯·阿姆斯特朗·理查森国际机场）
- 温尼伯市区（省议会大楼--黄金男孩雕像）
- 温尼伯（加拿大皇家造币厂）
- 温尼伯市区（Portage and Main）
- Exchange District (Whiskey Dix)
- The Forks（加拿大人权博物馆）

本次绕道要求队伍选择“打冰球”（Puck It）或“包饺子”（Pinch It）。在打冰球，队伍要前往MTS中心穿上冰球服绕过障碍将球射入球门的五个区域，一旦全部射中就能获得下一条线索。在包饺子，队伍要前往一家教堂的地下室学习并制作74个乌克兰饺子，一旦做好的饺子得到认可就能获得下一条线索。本次通行证要求队伍要在街道上找到七个古老的广告牌并填写在空格里，一旦全部填写正确就可获得下一条线索。本次路障要求一名队员要装扮成摇滚明星的样子并在台上演唱一首摇滚歌曲，得到满意后就能获得下一条线索。
附加任务
- 在加拿大皇家造币厂，队伍要前往雕刻室获取十枚硬币，然后与对应国家的国旗进行排列，一旦所有硬币都排列正确就能获得下一条线索。

### 第七段（马尼托巴省 → 法国）

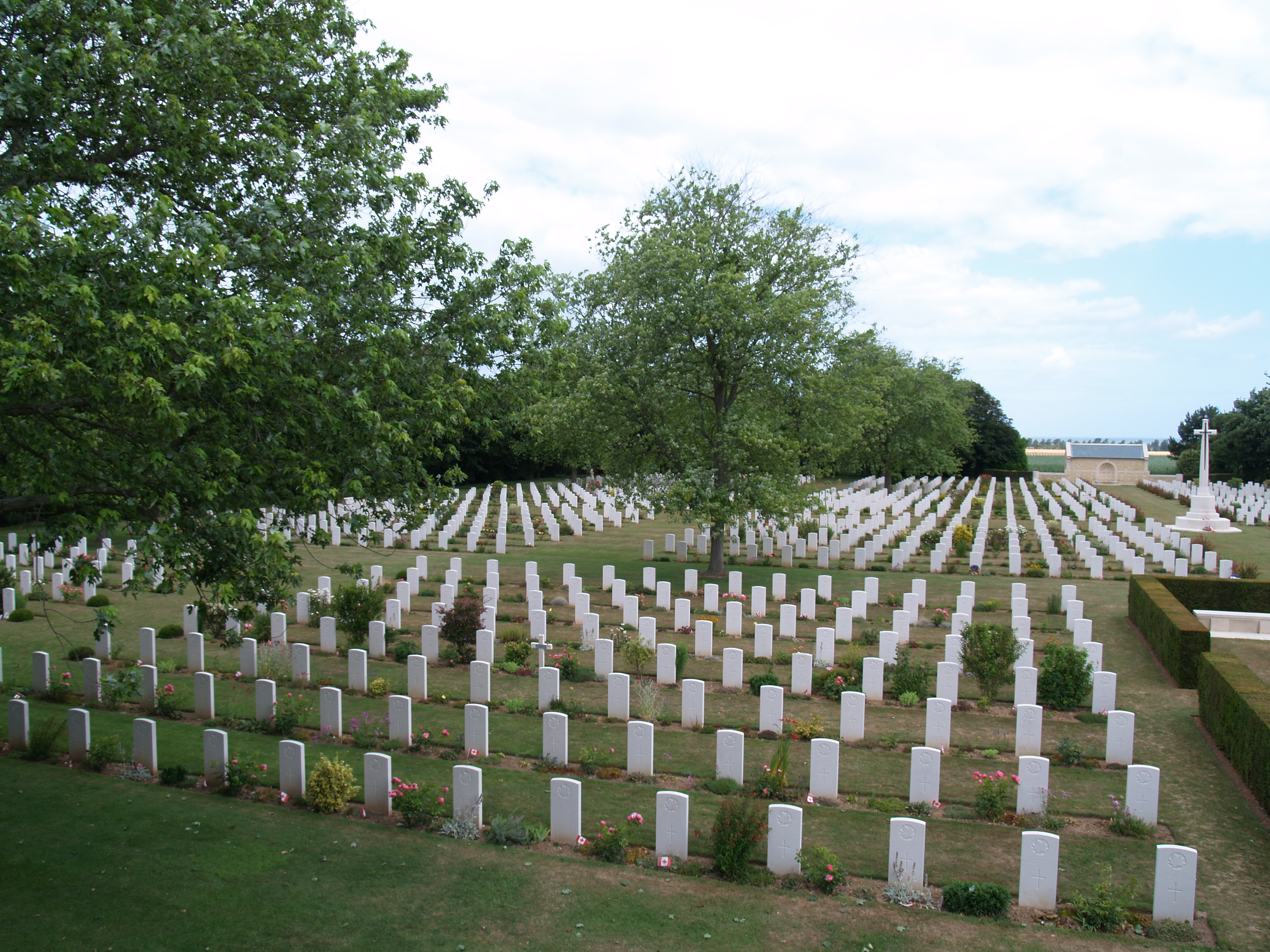
队伍前往加拿大战争公墓悼念那些为二战胜利而献出生命的士兵

- 温尼伯（温尼伯詹姆斯·阿姆斯特朗·理查森国际机场）法国巴黎（戴高乐国际机场）
- 科屈安维利耶尔（Calvados Boulard）
- 勒莫莱利特里（地方政府大楼）
- 阿斯内莱（海滩）
- 滨海贝尼（加拿大战争公墓）
- 滨海库尔瑟莱（朱诺海滩中心–纪念雕像）
- 滨海库尔瑟莱（朱诺海滩）

本次路障要求一名队员要进入酒厂的仓库找到找到指定的酒桶并提取卡尔瓦多斯酒样本，然后根据专业人员的操作和数学知识将酒精浓度稀释40%，成功后就能获得下一条线索。本次绕道要求队伍选择“梳妆”（ Show It）或“图解”（Tell It）。在梳妆，队伍要前往一座马场牵一匹马到指定地点，然后用提供的工具梳理马的鬃毛并将其编起来就能获得下一条线索。在图解，队伍要前往一座博物馆的庭院，根据提示将九块板按照顺序排好就能获得下一条线索。
附加任务
- 在阿斯内莱海滩，队伍要要全副武装操控陆上帆船在海滩上绕行10圈就能获得下一条线索。
- 在加拿大战争公墓，队伍要悼念那些悼念那些为二战胜利而献出生命的士兵,之后队伍会获得一张罂粟花卡片，将其交给纪念雕像那里的一位士兵就可以知道中继站的位置。

### 第八段（法国）
- 巴约（巴约圣母主教座堂）（赛段起点）

到达巴黎后，队伍要前往凯旋门在其附近寻找下一条线索。

- 巴约（巴约火车站）到 巴黎（巴黎圣拉扎尔车站）
- 巴黎（凯旋门）
- 巴黎（Place du Canada – Garden of New France）
- 巴黎（蓬皮杜中心）
- 巴黎（天鹅岛）
- 巴黎（大主教桥）

本次绕道要求队伍选择“顶级服装”（Haute Couture） 或“特别主菜”（Plat du Jour）。在顶级服装，队伍要前往一家著名的服装设计学院，然后用所提供的材料制作一件衣服，得到校长的满意后就能获得下一条线索。在特别主菜，队伍要找到三块作有标记的黑板并购买相应的餐点，之后队伍要将其交给顾客并用法语介绍，一旦全部复述正确就能获得下一条线索。本次路障要求一名队员要用曼妥思糖果复制一幅画作，一旦完成后的作品能得到认可就能获得下一条线索。本次减速带要求队伍要用手风琴学习演奏著名的法语儿歌--Au clair de la lune。
附加任务
- 在巴约火车站，队伍要登记两班间隔一小时前往巴黎的火车。
- 到达巴黎大主教桥后，队伍要在其附近寻找中继站。

### 第八段（法国 → 魁北克省）

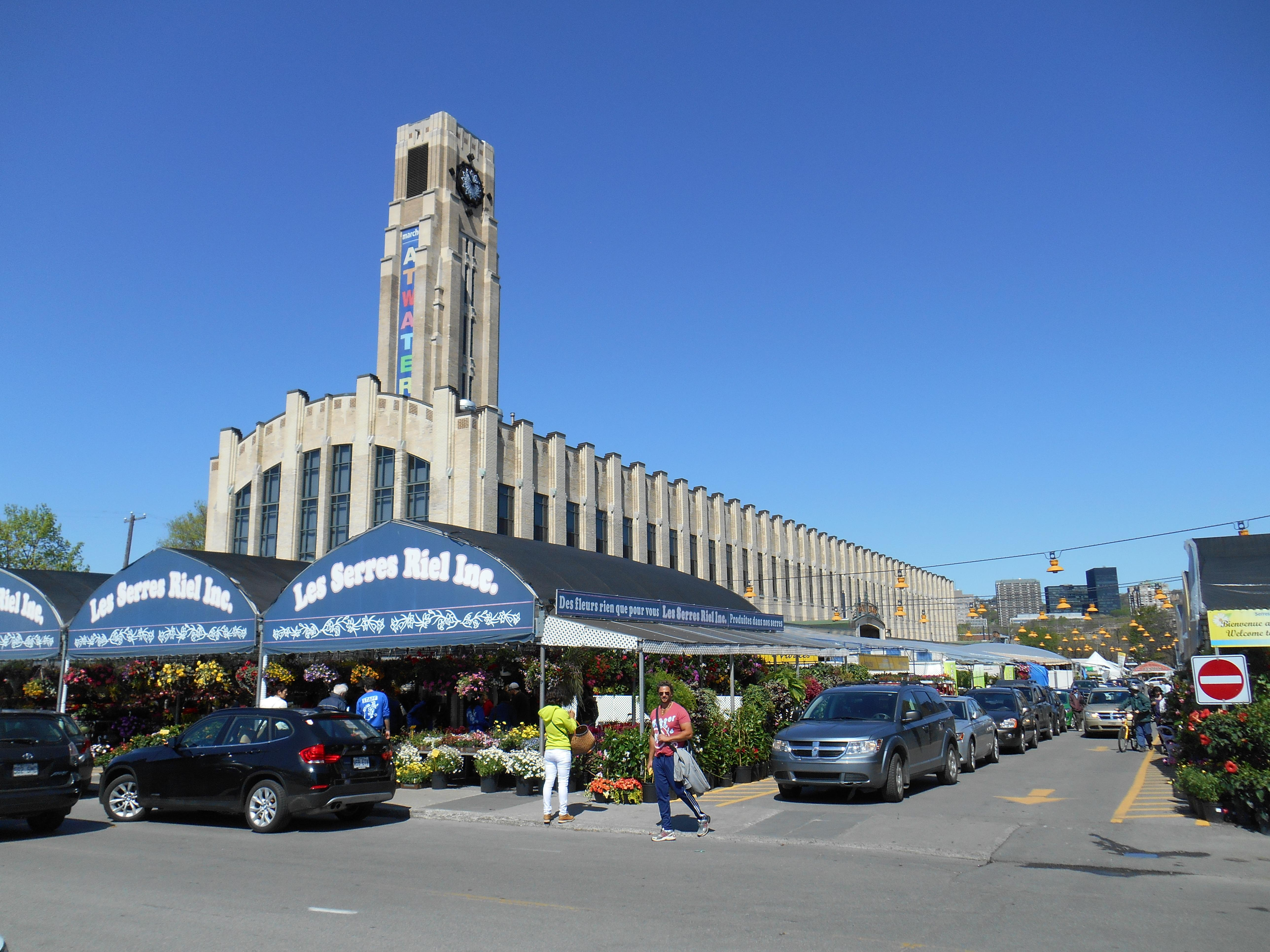
队伍要前往Atwater 市场在 Avenue Atwater 和 Rue Saint-Ambroise 交界处寻找下一条线索。

- 巴黎（戴高乐国际机场）到 加拿大魁北克省蒙特利尔（蒙特利尔皮埃尔·埃利奥特·特鲁多国际机场）
- 蒙特利尔（国际机场加拿大航空优先登机柜台）
- 蒙特利尔（蒙特利尔-米拉贝勒国际机场-International Center of Advanced Racing）
- Mirabe（Atwater 市场 – Avenue Atwater 和 Rue Saint-Ambroise 交界处）
- 蒙特利尔（维多利亚广场－国际民航组织站）
- 蒙特利尔（蒙特利尔科学中心--The Belvedere）

本次路障要求一名队员要驾驶雪佛兰科迈罗先在不甩尾的情况下进行一次漂移，然后倒车加速完成180度倒转，完成后就能获得下一条线索。本次绕到要求队伍选择“火焰”（Flamed）或“烧烤”（Grilled）。在“火焰”，队伍要前往一家艺术工作室，根据示例用火焰制作5个特定的玻璃珠就能获得下一条线索。在“烧烤”，队伍要前往一条运河旁品尝10种不同的奶酪，然后再前往一辆奶酪卡车那里正确辨别这10种奶酪，一旦全部辨认正确就能获得下一条线索。本次通行证要求队伍要脱掉衣裤让画家完成一幅画作。

### 第九段（魁北克省 → 爱德华王子岛）

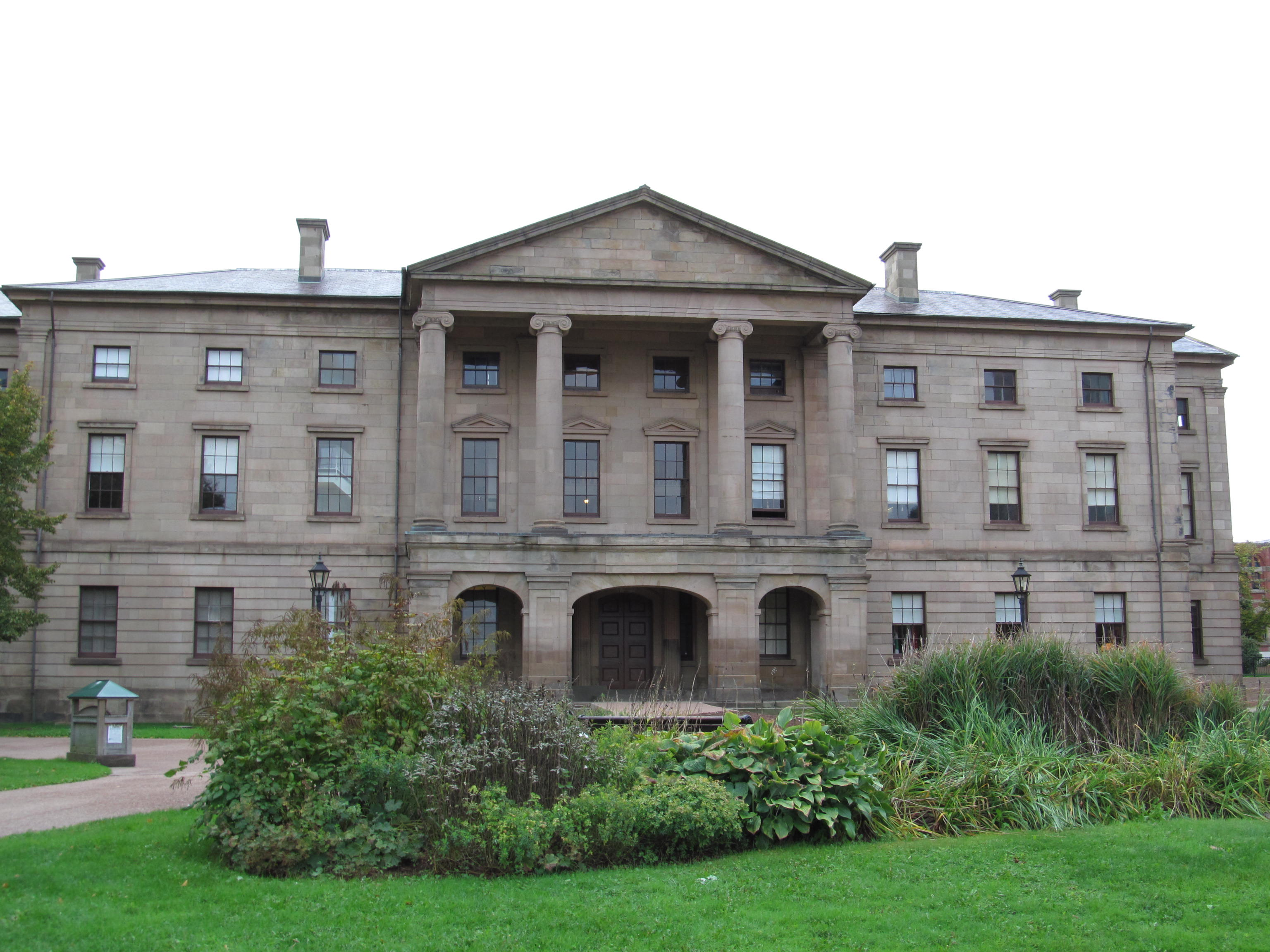
本次路障要求队员要在省议会大厦理正确辨认10位加拿大国父。

- 蒙特利尔（蒙特利尔皮埃尔·埃利奥特·特鲁多国际机场）到 爱德华王子岛夏洛特顿（夏洛特顿机场）
- 夏洛特顿（红海岸赛马场和赌场）
- 夏洛特顿（省议会大厦）
- Cornwall（加拿大石油润滑剂公司加油站）
- 新伦敦（露西·莫德·蒙哥马利出生地）
- North Rustico（农民银行）

### 第十段（爱德华王子岛 → 新不伦瑞克省）
- 新不伦瑞克省

## 資料來源
- The Amazing Race Canada at CTV （页面存档备份，存于）
- The Amazing Race Canada （页面存档备份，存于） on Twitter
- Official Casting Website （页面存档备份，存于）
- 'Amazing Race Canada' Season 2, Episode 2 Recap: Taking The Penalty (Twice) （页面存档备份，存于）
- The Amazing Race Canada Season 2 revels in its diverse casting （页面存档备份，存于）
- 'Amazing Race Canada 'Episode 2 recap: Scary surfing injury hits team hard

1. ↑  .   [2014-08-15]. （原始内容存档于2014-08-19）. （页面存档备份，存于）